# Mollia (Italië)
Mollia is een gemeente in de Italiaanse provincie Vercelli (regio Piëmont) en telde 92 inwoners (in 2023). De oppervlakte bedraagt 14,1 km², de bevolkingsdichtheid is 7 inwoners per km². Het dorp is gelegen in de vallei van de rivier de Sesia (Valsesia) aan de doorgaande weg naar Alagna. 
Mollia is als onafhankelijke parochie in 1722 ontstaan nadat het kerkelijk van Campertogno werd afgescheiden en een eigen kerk kreeg. Het sociale en artistieke leven bloeide vooral in de 17e, 18e en 19e eeuw toen het dorp tot wel 600 inwoners telde. Diverse bijzondere oude huizen en gebouwen getuigen daar nog van. De monumentale parochiekerk is gewijd aan Johannes de Doper en bezit een met fresco's uitgevoerde kruisweg in de tuin.
Een monumentaal voormalig woonhuis is de 19e-eeuwse Villa Andreis, tot 1960 eigendom van de baronnen Andreis. Het werd gebouwd door de in Mollia geboren Agostini Molino, een bekende textielondernemer, wiens dochter met een Andreis trouwde. In de frazione Cassacie staat het fraaie Casa Belli naast de kapel van San Pietro.
Anno 2024 is er qua voorzieningen nog slechts een kruidenier en een bar 'Mostra', die, zoals de naam suggereert, ook een privémuseum herbergt met materiële cultuur uit het dorp en de omgeving en dat op verzoek kan worden bezocht. Sinds 2019 brouwt Z'am Steg in Mollia eigen bieren.

## Demografie
Mollia telt ongeveer 61 huishoudens. Het aantal inwoners daalde in de periode 1991-2001 met 11,5% volgens cijfers uit de tienjaarlijkse volkstellingen van ISTAT.
| Jaar | Inwoneraantal |
| ---- | ------------- |
| 1991 | 113           |
| 2001 | 100           |
| 2017 | 93            |
| 2023 | 92            |

## Geografie
Behalve de kern Mollia (in de lokale Walser taal: La Mòjia) omvat de gemeente ook verschillende 'frazioni', kleine nevenkernen, namelijk Molino, Grampa, Goreto, Casaccie, Piana Fontana, Piana Viana, Piana Toni, Case Capietto, Case Marco, Curgo. Sommige kennen nog slechts één enkele vaste bewoner
Mollia grenst aan de volgende gemeenten: Boccioleto, Campertogno, Rima San Giuseppe, Riva Valdobbia.